# Dárdano de Atenas
Dárdano, Dardanus o Dardanos ( /ˈdɑrdənəs/; en griego: Δάρδανος, Dardanos) fue un filósofo estoico, que vivió entre los años c. 160 – c. 85 a. C.
Fue alumno de Diógenes de Babilonia y Antípatro de Tarso. Cicerón le menciona como uno de los líderes de la escuela estoica (en latín: principes Stoicorum) en Atenas junto con Mnesarco en un momento en que Antíoco de Ascalón se alejaba del escepticismo (c. 95 a. C.). Después de la muerte de Panecio de Rodas (109 a. C.), la escuela estoica en Atenas parece que se fragmentó, y Dárdano fue probablemente uno de los varios líderes estoicos que enseñaron en esta época.
No se sabe nada más sobre su vida, y presumiblemente ya había muerto cuando Cicerón estaba aprendiendo filosofía en Atenas en el 79 a. C.